# Alfred Bannwarth
Alfred Bannwarth (* 23. Januar 1903 in Köln; † 1970) war ein deutscher Neurologe. Nach ihm wurde das Bannwarth-Syndrom benannt. Dabei handelt es sich um eine Manifestationsform der Lyme-Borreliose.

## Leben
Nach einem Musikstudium studierte Bannwarth Medizin und wurde 1930 nach Verteidigung seiner Dissertationsschrift Über einen Fall von isolierter obturierender Arteriosklerose einer Carotis interna als Beispiel der differentialdiagnostischen Schwierigkeiten bei der Diagnose der Arteriosklerosis cerebri an der Ludwig-Maximilians-Universität München zum Dr. med. promoviert. Nach seiner Promotion arbeitete er zunächst als Assistenzarzt in Hamburg unter Max Nonne und ab 1933 in München unter Oswald Bumke. In München forschte Bannwarth zur Diagnostik von Hirntumoren und er wurde verantwortlich für den Aufbau der Röntgendiagnostik. 1938 habilitierte sich Bannwarth an der Ludwig-Maximilians-Universität München mit der Habilitationsschrift Zur Pathologie des Hirntumors, bekam jedoch keine Dozentur, da er nicht Mitglied der NSDAP war. Zum 1. Februar 1940 trat Bannwarth in die NSDAP ein (Mitgliedsnummer 7.471.374). 1941 veröffentlichte er eine 92-seitige Arbeit, in der er sich ausführlich mit den Symptomen des später nach ihm benannten Bannwarth-Syndroms auseinandersetzte. Eine weitere Arbeit zum Thema veröffentlichte er 1944.
Bannwarth war 1945 Militärarzt und geriet nach Kriegsende bis Juni 1946 in amerikanische Kriegsgefangenschaft. Er wurde im Rahmen der Entnazifizierung in die Gruppe der Entlasteten eingestuft. Ab 1949 nahm er seine Arbeit in der Nervenklinik im Universitätsklinikum München wieder auf und wurde 1950 außerordentlicher Professor. Ab 1955 wurde Bannwarth Leiter der neu eingerichteten neurologischen Abteilung am Krankenhaus rechts der Isar. Er starb 1970.

## Veröffentlichungen
- Alfred Bannwarth: Die Zellen der Cerebrospinalfluessigkeit. In: Archiv für Psychiatrie und Nervenkrankheiten. 100, 1933, S. 533–573, doi:10.1007/BF01814757.
- Alfred Bannwarth: Zur Pathologie des Hirntumors. In: Archiv für Psychiatrie und Nervenkrankheiten. 104, 1936, S. 292–343, doi:10.1007/BF01814231.
- Alfred Bannwarth: Über den Nachweis von Gehirnmißildungen durch das Röntgenbild und über seine klinische Bedeutung. In: Archiv für Psychiatrie und Nervenkrankheiten. 109, 1939, S. 805–838, doi:10.1007/BF02040584.
- Alfred Bannwarth: Chronische Lymphozytäre Meningitis, entzündliche Polyneuritis und Rheumatismus. In: Archiv für Psychiatrie und Nervenkrankheiten, Berlin, 1941, 113, 284–376, doi:10.1007/BF02095652.
- Alfred Bannwarth: Die entzündliche Polyneuritis mit dem Liquorsyndrom von Guillain und Barré (Polyradiculitis) im Rahmen einer biologischen Krankheitsbetrachtung. In: Archiv für Psychiatrie und Nervenkrankheiten. 115, 1943, S. 566–672, doi:10.1007/BF01814912.
- Alfred Bannwarth: Zur Klinik und Pathogenese der „chronischen lymphocytären Meningitis“ In: Archiv für Psychiatrie und Nervenkrankheiten, Berlin, 1944, 117: 161–185, 682–716, doi:10.1007/BF01837869.